# جويل دين
جويل دين (بالإنجليزية: Joel Dean)‏ هو شخصية أعمال أمريكي، ولد في 1930، وتوفي في 2004.